# ANYCOLOR
ANYCOLOR（日語：エニーカラー），全称，原名，是日本一家以运营虚拟YouTuber项目NIJISANJI（俗称彩虹社）为主要业务，同时从事自有知识产权商品、数字内容销售等业务的文化娱乐公司。

2022年6月8日，ANYCOLOR在东京证券交易所Growth市场成功完成IPO，成为虚拟YouTuber业界首家上市企业。

## 大事记

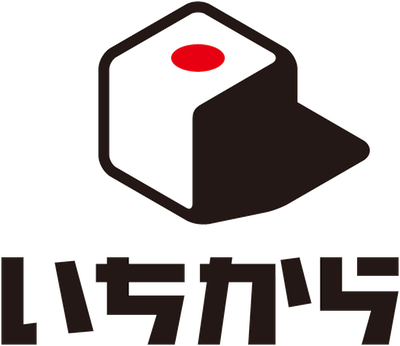
ANYCOLOR名为いちから（艺齐卡乐）时使用的Logo。

- ANYCOLOR名为（艺齐卡乐）时使用的Logo。2017年5月2日，田角陆成立了[註 2]，并于2018年1月11日开始招募NIJISANJI的官方配信声优[註 3]。
- 2018年2月8日，首批NIJISANJI所属VTuber（现称原1期生[[[Wikipedia:格式手册/链接#章節|錨點失效]]]）开始活动。
- 2018年5月，成立以游戏实况为主的分支团体NIJISANJI Gamers[[[Wikipedia:格式手册/链接#章節|錨點失效]]]，并在次月成立NIJISANJI SEEDs。
- 2018年7月17日，与點子膠囊（CAPSULE）合作，成立二次三次上海[[[Wikipedia:格式手册/链接#章節|錨點失效]]]、二次三次台北[[[Wikipedia:格式手册/链接#章節|錨點失效]]][3]（后称VEgo），首次尝试进入大中华区；后因经营不善于次年终止合作并收回授权。
- 2018年12月，Gamers和SEEDs两个分支团体并入NIJISANJI本部。
- 2019年4月3日，宣布将推出虚拟现实聊天室平台[註 4]，并于同年7月16日开启第一弹β版的测试[4]。
- 2019年4月19日，与bilibili达成合作，正式进入中国市场，联合发起了本土虚拟UP主企划VirtuaReal Project[5]。
- 2019年7月19日，进入印度尼西亚市场，成立本土团体NIJISANJI id（后称NIJISANJI ID）。
- 2019年8月29日，通过第三方分配增资完成A轮融资7亿日元，领投方为SBI人工智能和区块链基金，跟投方包括KLab株式会社和未具名中国投资者[4]。
- 2019年12月5日，正式版发布。
- 2019年11月18日，进入印度市场，成立本土团体NIJISANJI in[註 5]。
- 2019年12月1日，与日本索尼音乐娱乐共同推出了“与NIJISANJI所属VTuber一起享受街头漫步”的App（于2021年1月15日终止服务）[6]。
- 2019年12月18日，进入韩国市场，成立本土团体NIJISANJI KR。
- 2020年4月14日，宣布完成约19亿日元的B轮融资，由联想控股旗下的君联资本领投[7]，日本索尼音乐娱乐、京阪奈ATR基金[註 6]和伊藤忠商事跟投[9]。
- 2020年9月，开设了官方在线商店；次月开设了在线粉丝俱乐部。与此同时，建立了配套的账号系统[10]（后称ANYCOLOR ID）。
- 2021年4月13日，NIJISANJI IN活动休止，3名所属VTuber全部毕业[11]。
- 2021年4月30日，通过管理层收购的方式，将YouTuber团体“SLEE”[註 7]转让予原COO岩永太贵新成立的株式会社yokaze[12]。
- 2021年5月12日，以更宽泛的英语圈为目标人群进行战略调整后，在过去的官方英文剪辑频道NIJISANJI World的基础上启动了全新的NIJISANJI EN企划，并同步推出了一期生LazuLight。
- 2021年5月17日，公司更名为ANYCOLOR株式会社[2]，同时更新了包括Logo在内的企业识别系统[註 8]。
- 2021年5月，公司总部从东京都千代田区的住友不动产秋叶原站前大厦迁至东京都港区的东京中城东区。
- 2021年6月18日，启动旨在培养新人VTuber的项目Virtual Talent Academy（日語：バーチャル・タレント・アカデミー，简称VTA），开始招募候选生；候选一期生于2021年11月4日开始活动。
- 2021年12月31日，终止服务。
- 2022年2月17日，宣布NIJISANJI ID与NIJISANJI KR两个本土分支团体并入NIJISANJI本部[13]，并于同年4月完成合并。
- 2022年4月28日，宣布上市申请获得批准，并确定IPO时间为同年6月8日[14]。
- 2022年6月8日，在东京证券交易所Growth（グロース）市场成功上市[15]，是次IPO也成为2022年全年日本开盘市值最高的IPO（1442亿日元）[16]。
- 2023年3月15日，向东京证券交易所递交转板（市場区分変更）至Prime市场的申请[17]，并于6月8日完成转板。

## 外部連結
- ANYCOLOR株式会社官方网站
  - ANYCOLOR株式会社的X（前Twitter）
- ANYCOLOR株式会社投资者关系专页 （页面存档备份，存于）
- 更名前官方网站（ichikara.co.jp）[] （页面存档备份，存于）
- Virtual Talent Academy官方网站